# Zinovy Reichstein
Zinovy Reichstein (1961) é um matemático canadense nascido na Rússia, que trabalha com álgebra, geometria algébrica e grupos algébricos.
Reichstein obteve um doutorado em 1988 na Universidade Harvard, orientado por Michael Artin, com a tese The Behavior of Stability under Equivariant Maps. Esteve na Universidade da Califórnia em Berkeley e é professor da Universidade da Colúmbia Britânica.
Em 2012 foi eleito fellow da American Mathematical Society. Recebeu o Prêmio Jeffery–Williams de 2013. Foi palestrante convidado do Congresso Internacional de Matemáticos em Hyderabad (2010: Essential Dimension.
É o-editor do periódico Transformation Groups.